# 保密科学技术
《保密科学技术》创刊于2010年，是中国大陆信息技术类月刊，编辑部位于北京市。此刊物由国家保密科技测评中心主办。
《保密科学技术》在2018年被中华人民共和国国家新闻出版广电总局新闻报刊司评为2017年全国“百强报刊”。